# Ernst-Ulrich Große
Ernst-Ulrich Große (* 28. August 1938 in Geiserthal, Thüringen; † 26. August 2008) war ein deutscher Romanist, Sprachwissenschaftler, Literaturwissenschaftler und Kulturwissenschaftler.

## Leben und Werk
Große machte in Bremen Abitur und studierte Romanistik und Geographie an der Universität Freiburg. Er promovierte 1967 mit der Schrift Sympathie der Natur. Geschichte eines Topos (München 1968) und habilitierte sich 1976 als Akademischer Oberrat in Freiburg mit der Arbeit Text und Kommunikation. Eine linguistische Einführung in die Funktionen der Texte (Stuttgart 1976). Von 1979 bis 2003 war er an der Universität Freiburg Professor für Romanische Sprachwissenschaft.

## Veröffentlichungen (Auswahl)
- (Hg.) Strukturelle Textsemantik, Freiburg  1969
- Altfranzösischer Elementarkurs, München 1971, 1975, 1986, seitdem Nachdrucke
- mit Heinz-Helmut Lüger: Frankreich verstehen. Eine Einführung mit Vergleichen zu Deutschland, Darmstadt 1987, 1989, 1993, 1996, 2000, 2008; englisch: Understanding France in Comparison with Germany. An Introduction. Lang, Bern u. a. 1994
- mit Ernst Seibold (Hg.): Panorama de la presse parisienne. Histoire et actualité, genres et langages, Frankfurt a. M. 1994, 1996
- mit Günter Trautmann: Italien verstehen, Darmstadt 1997
- mit Udo Kempf, Rudolf Michna: Rhône-Alpes. Eine europäische Region im Umbruch, Berlin 1998
- mit Ernst Seibold (Hg.): Presse française, presse allemande. Etudes comparatives, Paris 2003